# Воля-Облазницкая
Воля-Облазницкая (укр. Воля-Облазницька) — село в Гнездычевской поселковой общине Стрыйского района Львовской области Украины.
Население по переписи 2001 года составляло 22 человека. Занимает площадь 1,412 км². Почтовый индекс — 81774. Телефонный код — 3239.